# Jan Ingenhoven
Jan Ingenhoven (født 19. maj 1876 i Breda – død 20. maj 1951 i Hoenderloo, Holland) var en hollandsk komponist og dirigent.
Ingenhoven spillede som dreng flere forskellige musikinstrumenter, inden han slog sig ned på direktionen og dernæst kompositionen. Han har komponeret symfonisk og orkestral musik, og har også skrevet musik for forskellige instrumenter.
Han var i sin kompositoriske stil inspireret af Claude Debussy og Maurice Ravel.